# 英雄奇幻
英雄奇幻（Heroic fantasy）是奇幻小說的次文類，故事著重於敘述英雄傳說。

## 歷史
英雄奇幻在十九和二十世紀早期並不盛行，作家罗伯特·欧文·霍华德創作一部英雄短篇小說《蠻王柯南》（Conan the Barbarian），劇情描述一位擁有超自然力量的國王與奇幻冒險傳說。隨著J·R·R·托爾金出版《魔戒》，英雄奇幻開始累積人氣，逐漸增加讀者群。
作家林·卡特（Lin Carter）和L. Sprague de Camp也延伸《蠻王柯南》的影響力。
從1970年代開始，許多作者開始出版較長篇（有時公式化）奇幻小說，顯示托爾金在市場上的影響力。1977年的電影《星際大戰》產生相當大的影響力。與此同時，劍與魔法小說吸引力也暫時回升。

## 相關作品
- 《蠻王柯南》（Conan the Barbarian）
- 《火星公主》
- 《人猿泰山》（Tarzan of the Apes）
- 《艾爾瑞克傳奇》（Elric）